# Цинь Іюань
Цинь Іюань (спрощ.: 秦艺源; кит. трад.: 秦藝源; піньїнь: Qín Yìyuán; 14 лютого 1973, КНР) — китайська бадмінтоністка, олімпійська медалістка.
На літніх Олімпійських іграх 2000 в Сіднеї вона завоювала бронзову медаль в парному жіночому розряді, виступаючи разом з Гао Лін. Таку ж нагороду вона здобула і на літніх Олімпійських іграх 1996 в Атланті в парі з Тан Йоншу.